# Combinatul chimic Târnăveni

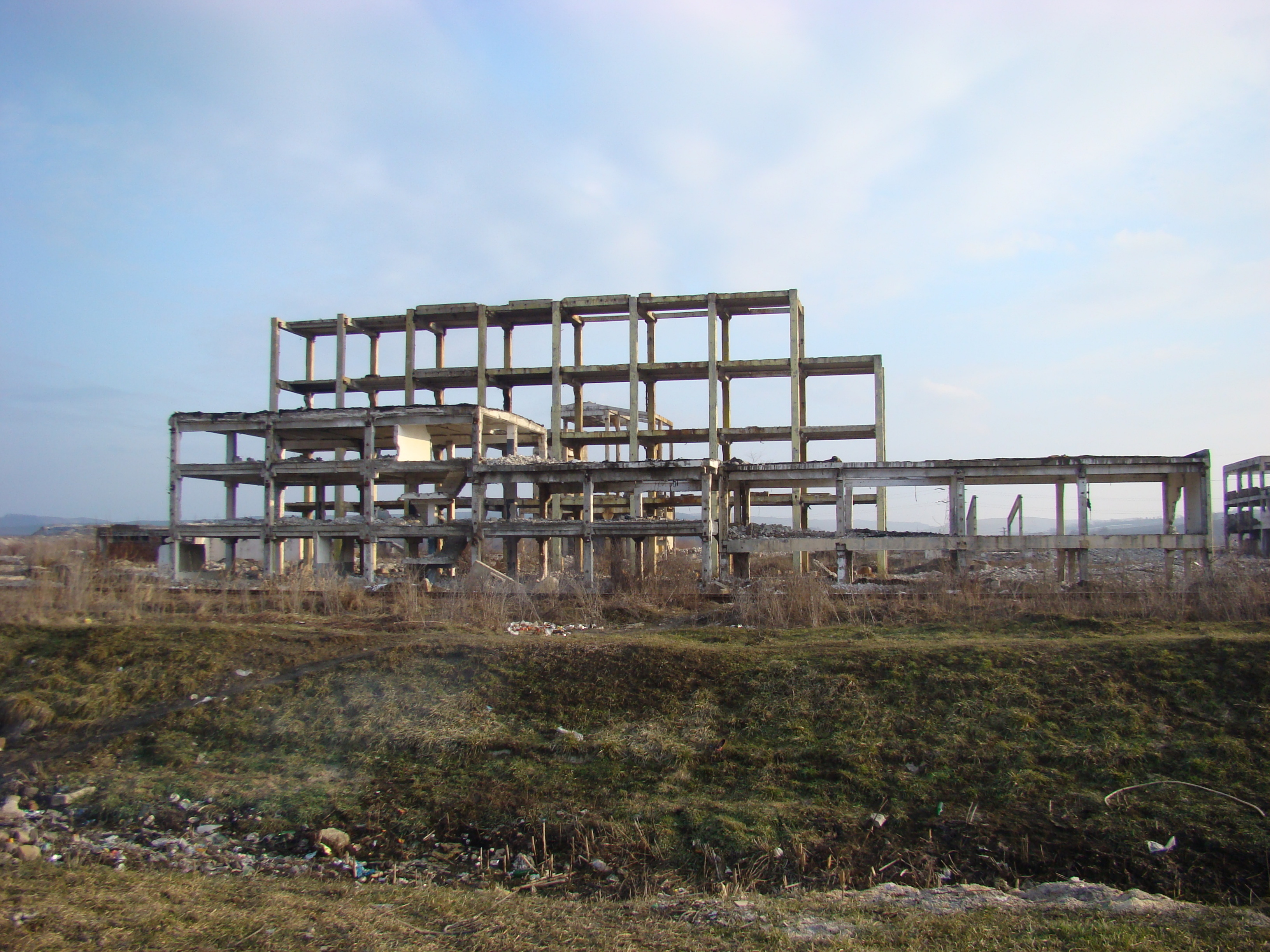
Ruinele Combinatului Chimic Târnăveni

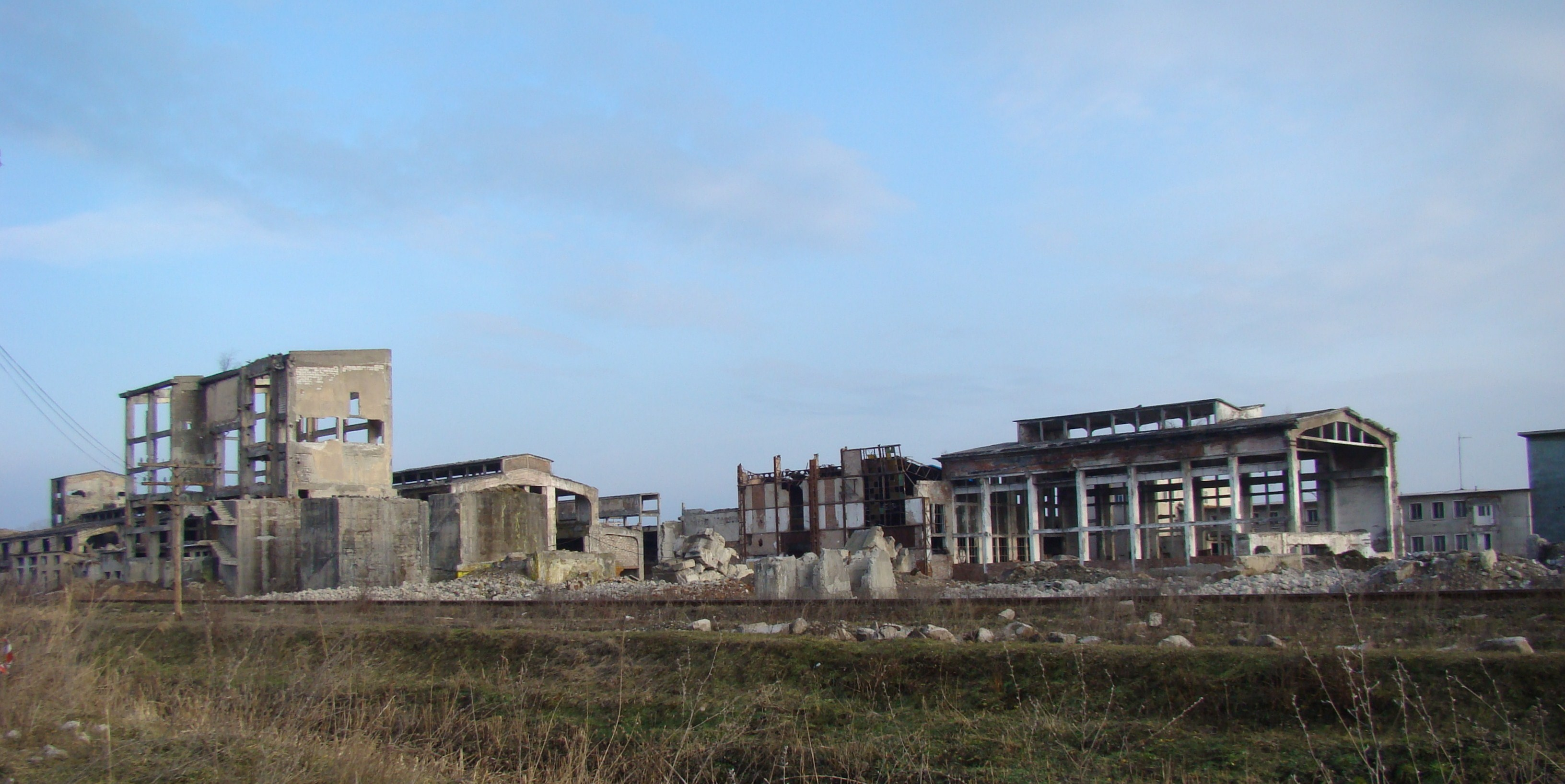
Ruinele Combinatului Chimic Târnăveni

Combinatul chimic Târnăveni, denumit în trecut și Combinatul chimic „Karl Marx” a fost un combinat chimic din România, situat în Târnăveni.

## Istoric
La un moment dat au lucrat și 6.500 de angajați, iar fabrica își permitea până și o echipă de fotbal, la care a jucat fostul selecționer, Ladislau Bölöni. Pe când era productiv, Combinatul Chimic producea multe produse anorganice cum ar fi: bicromat de sodiu, bicromat de potasiu, săruri de bariu, săruri de crom, sau oxid de zinc. În anul 2002, combinatul a fost închis și preluat de AVAS.
După 1989, Combinatul Chimic Târnăveni a fost divizat în două societăți: Bicapa și Carbid Fox. Bicapa, producător tradițional de diverse săruri anorganice (compuși ai bariului și cromului), a fost închis în 2007 de către DGFP Mureș, care a decis executarea silită a tuturor bunurilor societății.

## Poluarea
Deșeurile care rezultau în urma activității combinatului erau depozitate în trei bataluri din spatele fabricii, la o distanță de câțiva zeci de metri de Târnava Mică. Aspectul acestor deșeuri este cel al unui „balast” oarecare, dar în componența lui există, pe lângă alte metale grele, crom hexavalent - o substanță care este cancerigenă. Cu timpul, aceste reziduuri au tot fost depozitate, iar în prezent acestea arată ca niște dealuri de steril. S-a estimat că aici s-ar afla circa 2,5 milioane de tone de material rezidual. În anul 2008, ministrul Mediului, Attila Korodi, a declarat că combinatul este o bombă ecologică, ce ar putea afecta nu numai România, ci și Europa. Groapa de 32 de hectare a combinatului, unde sunt strânse deșeurile chimice, nu este securizată, așa că la fiecare ploaie, resturile toxice se infiltrează în pământ și ajung în apele din apropiere. În cazul unui cutremur, când pământul s-ar crăpa și deșeurile ar ajunge în apă în cantități mari, efectul ar fi devastator.

## Imagini

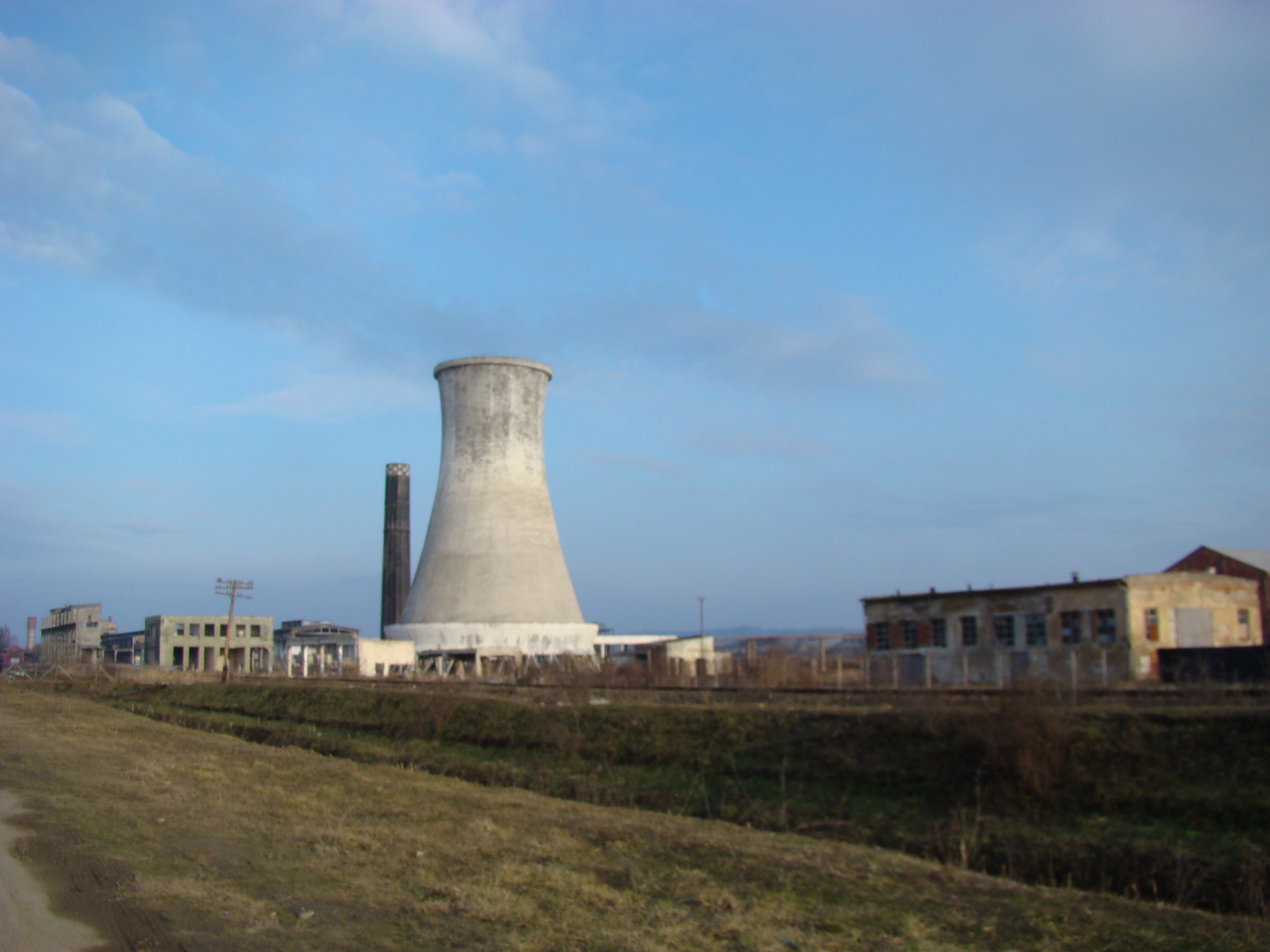
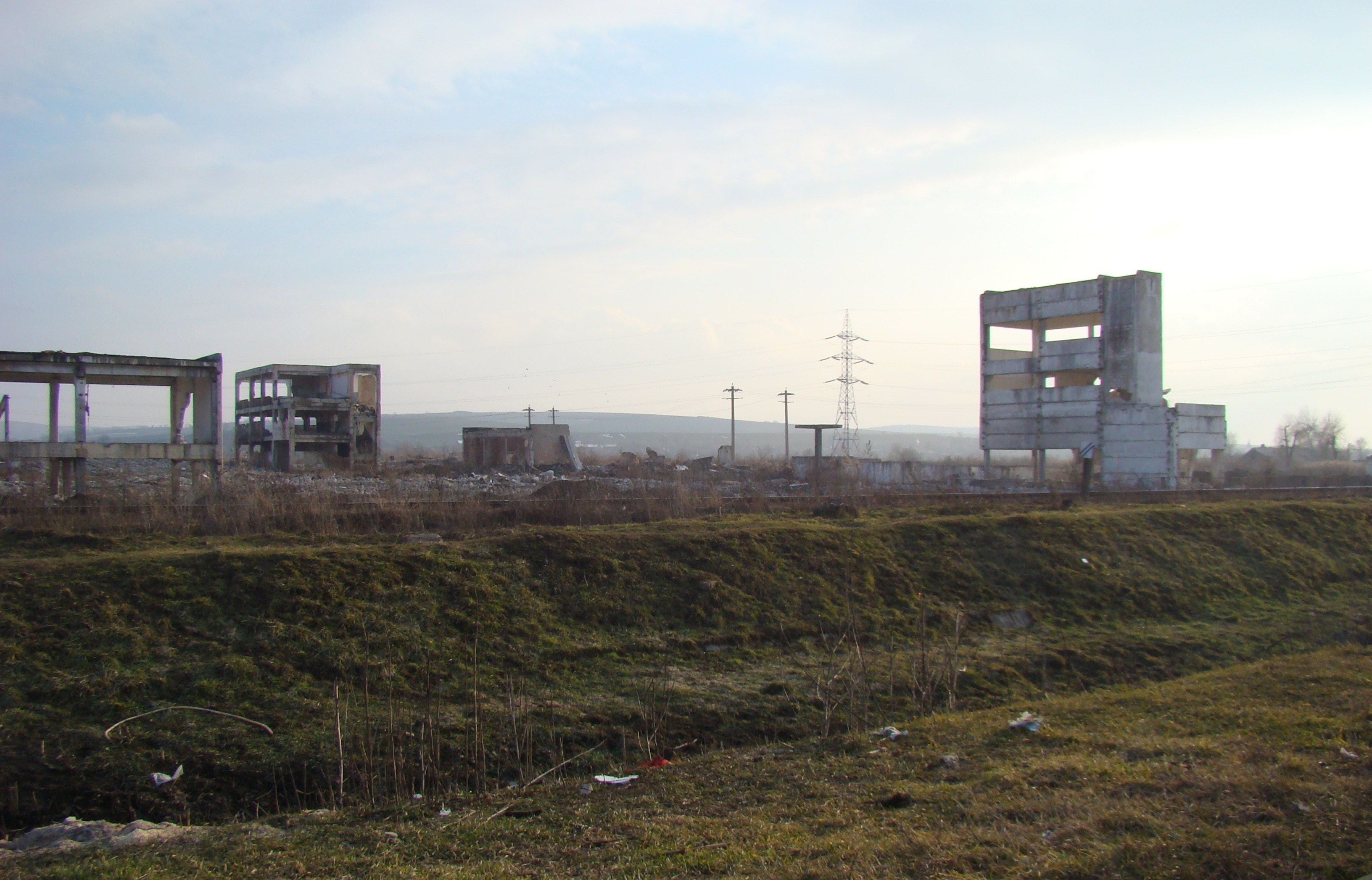